# Herb gminy Lubawa
Herb gminy Lubawa – jeden z symboli gminy Lubawa.

## Wygląd i symbolika
Herb przedstawia na tarczy w zielonym polu herbowym dwie skrzyżowane łapy orle barwy srebrnej, o złotych szponach, podtrzymujące złoto-czerwoną infułę biskupią.

## Symbolika
Motyw herbowy pochodzi z herbu rodowego Mortęskich, zasłużonego dla rozwoju gminy. Orle łapy z jednej strony nawiązują do występującego w gminie orlika krzykliwego, z drugiej zaś symbolizują nieustępliwość w obronie wolności i sprawiedliwości. Infuła jest nawiązaniem do roli biskupów chełmińskich w historii gminy Lubawa. Zielona barwa tarczy herbu nawiązuje do miejscowego rolnictwa.